# チュラビスタ (カリフォルニア州)
チュラビスタ（英: Chula Vista、発音：/ˌtʃuːlə ˈvɪstə/）は、アメリカ合衆国カリフォルニア州のサンディエゴ郡にある都市。人口は27万5487人（2020年）。カリフォルニア州南部の大都市サンディエゴとアメリカ＝メキシコ国境の中間でサンディエゴ湾に近い位置にある。

## 歴史

### 前史

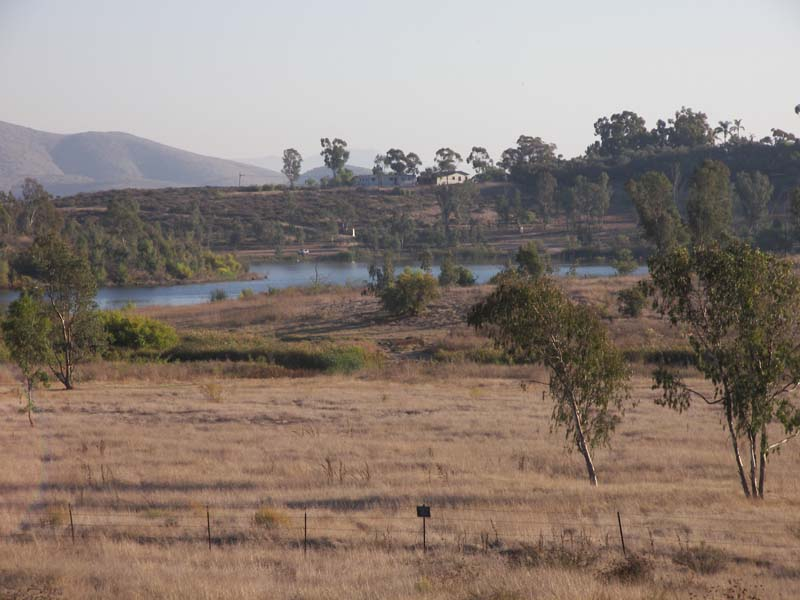
チュラビスタのプロクター・バレー

チュラビスタと呼ばれる地域の自然史は陸も海も前史化石を通じて数百万年前まで遡ることができる。考古学的証拠では少なくとも1万年前に人類が住んでいたことを示している。紀元前3000年頃、ユーマ語（ケチャン語）を話す人々がこの地域に入ってきた。現在、サンディエゴ地域にいる多くのアメリカ・インディアンは、数千年にわたってこの辺りを歩き回ったクメヤーイー族の子孫である。

### ヌエバエスパーニャとアルタカリフォルニア
1542年、フアン・ロドリゲス・カブリリョが率いる3隻の小さな船隊がサンディエゴ港に入ってきた。1795年、チュラビスタはランチョ・デル・レイすなわち「国王の牧場」と呼ばれるスペインの土地特許の一部になった。1831年にメキシコが独自の政府を形成したとき、ランチョ・デル・レイはランチョ・デ・ラ・ナシオンすなわち「国の牧場」と呼ばれるようになった。この牧場は現在のナショナルシティ、チュラビスタ、ボニータ、サニーサイドおよびスウィートウォーター・バレーと呼ばれる地域に拡がっていた。ランチョ・デ・ラ・ナシオンは1845年までスペイン人が牛や馬に草を食ませる土地として使われており、その後メキシコ人知事ピオ・ピコの義兄弟であるジョン（ドン・フアン）・フォスターに使用を認められた。

### 19世紀アメリカ
アメリカ合衆国は1847年に米墨戦争の後でカリフォルニアの領有を主張した。1850年にカリフォルニアが州になった後でも、土地特許はアメリカ法の下で個人資産として認められ続けた。
フォスターは10年間牧場を運営した後で、フランス人土地開発者に売却した。この土地はその後1868年にキンボール兄弟に3万ドルで売られた。フランク、ウォーレンおよびレビのキンボール兄弟はこの土地をアメリカ風の生産的な都市と農場に開発するつもりだった。フランク・キンボールはアッチソン・トピカ・アンド・サンタフェ鉄道をサンディエゴまで引いてくる責任者でもあり、その最初の終着駅はナショナルシティになった。
サンタフェ鉄道の数人の役員と、都市計画家W・G・ディッカーソン大佐がサンディエゴ土地・町会社を結成した。この会社は新しい開拓者のために「国営牧場」の土地開発に乗り出した。入植者を惹き付けるために広告用の書類を発行し、それには「この土地の最良の部分として、5,000エーカー (20 km2) の土地を5エーカー (20,000 m2) に小区分しており、幅24mのアベニューや通りが双方向に走り、蒸気機関車の通る道が中央にある。この土地はチュラビスタと呼ばれ、繁栄するナショナルシティからほんの1マイル (1.6 km) の距離にある」と書かれていた。この宣伝で1880年代のブームに火を付けた。
この5エーカーの土地は1887年では1エーカーあたり300ドル（1ヘクタールあたり740ドル）で売られた。購入者は6ヶ月の内にその区画内に家を建てることを求められた。1889年には家が建てられるようになり、土地の販売は好調だった。こうしてチュラビスタの町は創設された。住民のジェイムズ・D・スカイラーが町の名前にチュラビスタを提案し、サンディエゴ土地・町会社がそれを採用した。チュラビスタとはスペイン語で「美しい眺め」と翻訳することができる。

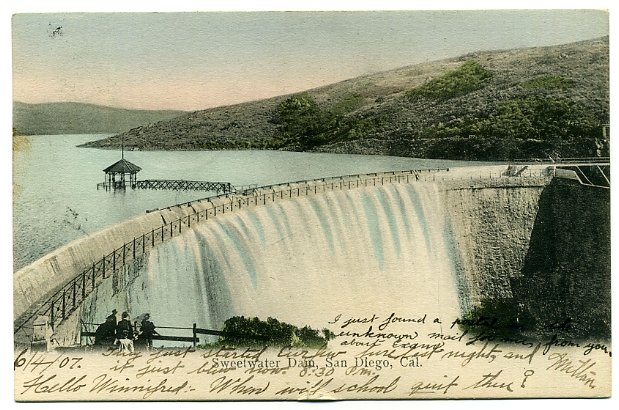
スウィートウォーター川ダム（1907年頃）

1888年、スウィートウォーター川のダムが完成し、チュラビスタの住人と農地に水をもたらした。フランク・キンボールは州の農業コミッショナーになり、この地域の作物として柑橘類が最も合っていると確認した。チュラビスタは当時の世界で最大のレモン栽培地となった。
サンディエゴ、ナショナルシティ、チュラビスタおよびオタイーを結ぶ鉄道が建設された。ナショナルシティ・アンド・オタイー鉄道と呼ばれたこの鉄道は長年にわたって隆盛した。

### 20世紀
1911年10月17日、チュラビスタに市制を布くための住民投票が行われ、住民が賛成票を投じた。カリフォルニア州は11月に編入法を承認した。チュラビスタ評議員会がピープルズ・ステイト銀行の事務所で選挙を行い、E・T・スミスを議長に選出した。
地元の農夫達はその主生産物としてレモンを作り続け、市内8カ所以上の包装所を使っていた。しかし、数年間続いた悪天候で大きな被害を受けた。1913年には厳しい凍害、1914年と1915年には干ばつが襲って作物は被害を出した。1916年の洪水ではローワーオタイー・ダムが決壊し、2時間半の間に数百万リットルの水が放水された。2番アベニューに近い鉄道の軌道が流され、23戸の家屋が全壊、死者20人以上を出した。
1916年2月、ハーキュリーズ火薬会社がチュラビスタの12 haの土地に昆布加工工場の設計と建設を始めた。昆布は爆薬の生産に使える理想的な材料だった。この工場は炭酸カリウムとアセトンを生産して無煙火薬を作り、第一次世界大戦のイギリス軍によって幅広く利用された。ハーキュリーズは戦争中イギリス政府のために無煙火薬4,600万ポンド (21,000,000 kg) を生産し、当時の世界で最大の昆布刈り取り船隊を造った。この工場は現在ガンパウダーポイントと呼ばれる場所にあった。現在はチュラビスタ自然センターが存在している。
世界恐慌はチュラビスタにも大きな影響を与えたが、農業は住民にそこそこの収入をもたらしていた。1931年、レモン園は100万ドル、セロリ農場は60万ドルの売り上げを上げた。
第二次世界大戦はチュラビスタ市に永久に影響する変化を与えた。その大きな要因として、真珠湾攻撃の数ヶ月前の1941年初期にロール航空機会社がチュラビスタに移転してきたことだった。ロールは戦時生産の最高時に地域の9,000人の労働者を雇用した。住宅需要が高まり、一度転換された果樹園は元の姿に戻ることは無かった。戦時に住宅需要を満たした2つの地区は、現在チュラビスタ・ショッピングセンターとヒルトップ中学校および消防署がある所である。戦後1950年のチュラビスタの人口は1940年の5,000人から3倍以上の16,000人になった。

### 第二次世界大戦後
戦後、多くの工場労働者や数千のサービス業従業者が地域内に残り、大きな人口成長に繋がった。この時代に多くの学校、家屋、銀行、レストラン、ガソリンスタンドおよびショッピングセンターが、成長する住民の用に供するために開設された。チュラビスタがサンディエゴ都市圏では最大級の地域社会になると、最後の柑橘類の樹木と生産農園が消失した。

## 気候
| チュラビスタの気候                       | チュラビスタの気候 | チュラビスタの気候 | チュラビスタの気候 | チュラビスタの気候 | チュラビスタの気候 | チュラビスタの気候 | チュラビスタの気候 | チュラビスタの気候 | チュラビスタの気候 | チュラビスタの気候 | チュラビスタの気候 | チュラビスタの気候 | チュラビスタの気候 |
| 月                                       | 1月                | 2月                | 3月                | 4月                | 5月                | 6月                | 7月                | 8月                | 9月                | 10月               | 11月               | 12月               | 年                 |
| ---------------------------------------- | ------------------ | ------------------ | ------------------ | ------------------ | ------------------ | ------------------ | ------------------ | ------------------ | ------------------ | ------------------ | ------------------ | ------------------ | ------------------ |
| 平均最高気温 °C （°F）                   | 21 (69)            | 20 (68)            | 20 (68)            | 20 (68)            | 21 (70)            | 23 (73)            | 24 (76)            | 26 (78)            | 26 (78)            | 24 (76)            | 22 (72)            | 21 (69)            | 22.4 (72.4)        |
| 平均最低気温 °C （°F）                   | 8 (46)             | 9 (48)             | 10 (50)            | 12 (53)            | 14 (57)            | 16 (60)            | 18 (64)            | 18 (65)            | 18 (64)            | 14 (58)            | 10 (50)            | 8 (46)             | 13 (55)            |
| 降水量 mm （inch）                       | 51.1 (2.01)        | 51.1 (2.01)        | 53.1 (2.09)        | 18 (0.71)          | 4.1 (0.16)         | 2 (0.08)           | 1 (0.04)           | 2 (0.08)           | 0.5 (0.02)         | 9.9 (0.39)         | 28 (1.1)           | 30 (1.18)          | 254 (10.0)         |
| 出典：U.S. Climate Data 28 February 2009 |                    |                    |                    |                    |                    |                    |                    |                    |                    |                    |                    |                    |                    |

## 人口動態
以下は2000年の国勢調査による人口統計データである。
| 基礎データ - 人口: 173,556人 - 世帯数: 57,705世帯 - 家族数: 43,567家族 - 人口密度: 1,370.9人/km2（3,550.9人/mi2） - 住居数: 59,495軒 - 住居密度: 469.9軒/km2（1,217.2軒/mi2） 人種別人口構成 - 白人: 55.10% - アフリカン・アメリカン: 4.62% - ネイティブ・アメリカン: 0.78% - アジア人:10.98% - 太平洋諸島系: 0.58% - その他の人種: 22.13% - 混血: 5.85% - ヒスパニック・ラテン系: 49.59% 年齢別人口構成 - 18歳未満: 28.7% - 18-24歳: 9.4% - 25-44歳: 31.6% - 45-64歳: 19.3% - 65歳以上: 11.0% - 年齢の中央値: 33歳 - 性比（女性100人あたり男性の人口） - 総人口: 94.3 - 18歳以上: 90.4 | 世帯と家族（対世帯数） - 18歳未満の子供がいる: 40.7% - 結婚・同居している夫婦: 55.7% - 未婚・離婚・死別女性が世帯主: 14.9% - 非家族世帯: 24.5% - 単身世帯: 19.5% - 65歳以上の老人1人暮らし: 7.9% - 平均構成人数 - 世帯: 2.99人 - 家族: 3.44人 収入と家計 - 収入の中央値 - 世帯: 44,861 米ドル - 家族: 50,136米ドル - 性別 - 男性: 36,812米ドル - 女性: 28,430米ドル - 人口1人あたり収入: 18,556米ドル - 貧困線以下 - 対人口: 10.6% - 対家族数: 8.6% - 18歳未満: 13.0% - 65歳以上: 9.2% |

### 現在の推計
サンディエゴ行政協会による推計では、2005年のチュラビスタで世帯当たり年収中央値が64,110ドルとなっていた（インフレ調整前）。インフレ調整後（2000年国勢調査に使われた1999年の米ドル対比）では52,084ドルとなる。

## 芸術と文化、チュラビスタに関する言及

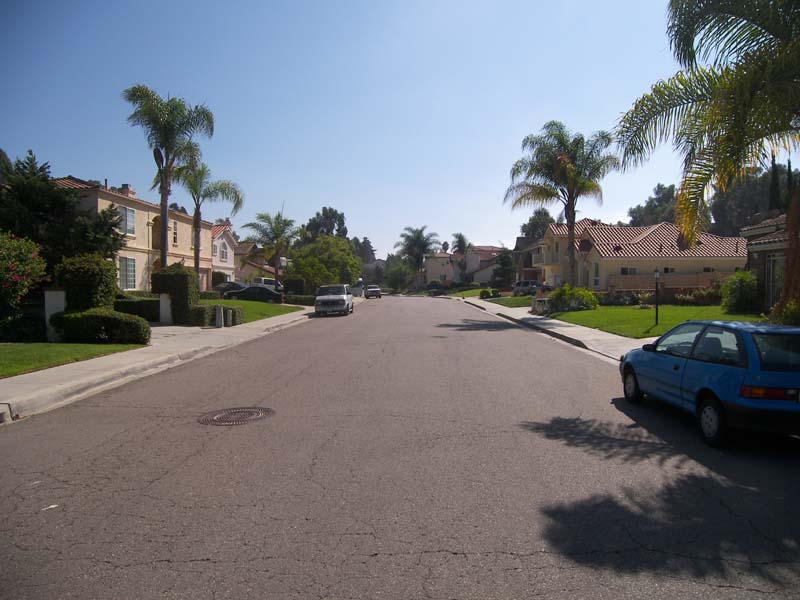
チュラビスタ東部の地区

チュラビスタにはサンディエゴのサウスベイでは唯一のライブ劇場であるオンステージ・プレイハウスがある。
1974年、ポッサムと呼ばれる喜劇集団が、「チュラビスタ」と題する新作を演じてヒットさせた。これは「ラホヤ、サンディエゴからハーバー・ドライブ、ハイウェイ5号線を通り」チュラビスタに向かう途中で「ジプシーの手品師」が購入した「魔法のトワンガー」について語るものだった。「ドクター・デメント・ショー」で何度も演じられ、1970年代のサンディエゴのAMラジオKFBMでのラジオ・ショー「ハドソン・アンド・バウアー」（マック・ハドソンとジョー・バウアーが出演）でサンディエゴ郡全体で聴取された。
有名なアルゼンチンのステーキハウス"PAMPA'S BAR AND GRILL"のオーナー、マルコ・イダルゴがサンディエゴにアルゼンチンの郷土料理をもたらした。このレストランはサンディエゴのベスト・ステーキハウスとして表彰され、最も成功した民族の場所の一つとして知られている。
その他の見どころや行事としては、チュラビスタ自然センター、J通りハーバー、3番アベニュー・ビレッジ、オリンピックセンターとノットのソークシティがある。チュラビスタ中心街では、有名なレモン祭、スターライト・パレードおよびチュラビスタ薔薇祭など、多くの文化行事がある。

## 政府

### 地方自治体
チュラビスタ市の最近の包括的年次財政報告書に拠れば、歳入3億2,290万ドル、歳出2億8,750万ドル、総資産12億3,270万ドル、総負債2億5,860万ドル、現金および投資額1億8,100万ドルとなっている。
現在市政委員会は市長シェリル・コックスが率いている。市政委員会には他に5人の委員がいる。

### 政治
カリフォルニア州議会では、チュラビスタは第40上院選挙区と、第78および第79下院選挙区にある。連邦政府では、カリフォルニア州第51下院選挙区に属する。この選挙区はクックの党派投票動向指数がD+7、すなわち先の大統領選挙で民主党候補に投票した数が全国平均より7ポイント高いということである。市内の登録有権者数は103,985人である。

## 経済
2008年包括的年次財政報告書に拠れば、チュラビスタ市の雇用主トップ10は下表の通りである。

| #  | 雇用主                                   | 従業員数 |
| -- | ---------------------------------------- | -------- |
| 1  | スウィートウォーター統合教育学区         | 4,598    |
| 2  | チュラビスタ小学校教育学区               | 2,669    |
| 3  | サウスウェスタン・コミュニティカレッジ   | 2,100    |
| 4  | ロール/グッドリッチ・エアロスペース      | 1,903    |
| 5  | チュラビスタ市役所                       | 1,481    |
| 6  | シャープ・チュラビスタ医療センター       | 1,410    |
| 7  | スクリップス・マーシー・チュラビスタ病院 | 1,032    |
| 8  | ウォルマート                             | 950      |
| 9  | UPS                                      | 656      |
| 10 | コストコ卸売り会社                       | 623      |

## 交通
- ブルーライン (サンディエゴ・トロリー)
- 州間高速道路5号線

## チュラビスタ市の将来
今後の数十年間で、チュラビスタは東方に拡がり続ける。イーストレイク、ランチョ・デル・レイおよびオタイー・ランチ地区など住宅開発の様々な計画がある。2003年、チュラビスタは人口20万人となり、サンディエゴ郡では第2位の都市になった。この市は成長を続けるにつれて、魅力ある地区と強力な事業基盤のバランスのために奮闘することになるが、設立された時の地域社会の感覚と小さな町の価値を維持していく必要がある。
チュラビスタは、アメリカ・オリンピック訓練場やオタイー湖貯水池近くのオタイー・バレーで起こっている大きな開発で速いペースで成長している。オタイーランチ、ロマスベルデス、ランチョ・デル・レイ、イーストレイクおよびオタイー・メサ地域では数多い新築家屋が建設されている。カリフォルニア州道125号線の延伸部である有料道路サウスベイ・イクスプレスウェイが2007年11月19日に開通し、今後フリーウェイの州間高速道路805号線とカリフォルニア州道905号線を同54号線と繋ぎ、サンディエゴ地域とイースト郡の地域と密接に結ぶとともに州間高速道路8号線やカリフォルニア州道94号線とのリンクも生むことになる。
2006年5月30日、チュラビスタとNFLのサンディエゴ・チャージャーズの担当役員が会合してチャージャーズの本拠地として機能する新しいスタジアム建設の可能性を探った。しかし、2009年6月、チャージャーズは新しいスタジアム建設候補地からチュラビスタを外した。
サンディエゴ地域空港局はサンディエゴのリンドバーグ・フィールドからオタイー・メサのブラウン・フィールドに商業航空路線をもってくる可能性を検討した。しかし、全面的な航空路運用には山が障害になることが分かり、この計画は頓挫した。また、この空港がメキシコに近いことで外交的反発がある可能性があると判断された。しかし、貨物用空港やティフアナの空港と共に2カ国用空港も検討されている。
2009年、フォーブス・マガジンによって、チュラビスタはアメリカで最も退屈な都市の一つに挙げられた。

## 著名なチュラビスタ出身者
- ポール・アリオラ - サッカー選手
- レイ・ミステリオ・ジュニア - プロレスラー
- チャーリー・ウィッティンガム - 調教師
- クリストファー・カルザ - フィギュアスケート選手
- マイク・ジェイコブス - 野球選手
- ジョン・ジェイソ - 野球選手
- ジョエル・ズマヤ - 野球選手
- ジェナ・プレスリー - ポルノ女優

## 姉妹都市
- 日本神奈川県小田原市
- フィリピン、セブ[7]